# Pieter Pietersz.
Pieter Pietersz. (Antwerpen, 1540/1541 - Amsterdam, 1603) was een Nederlands kunstschilder.

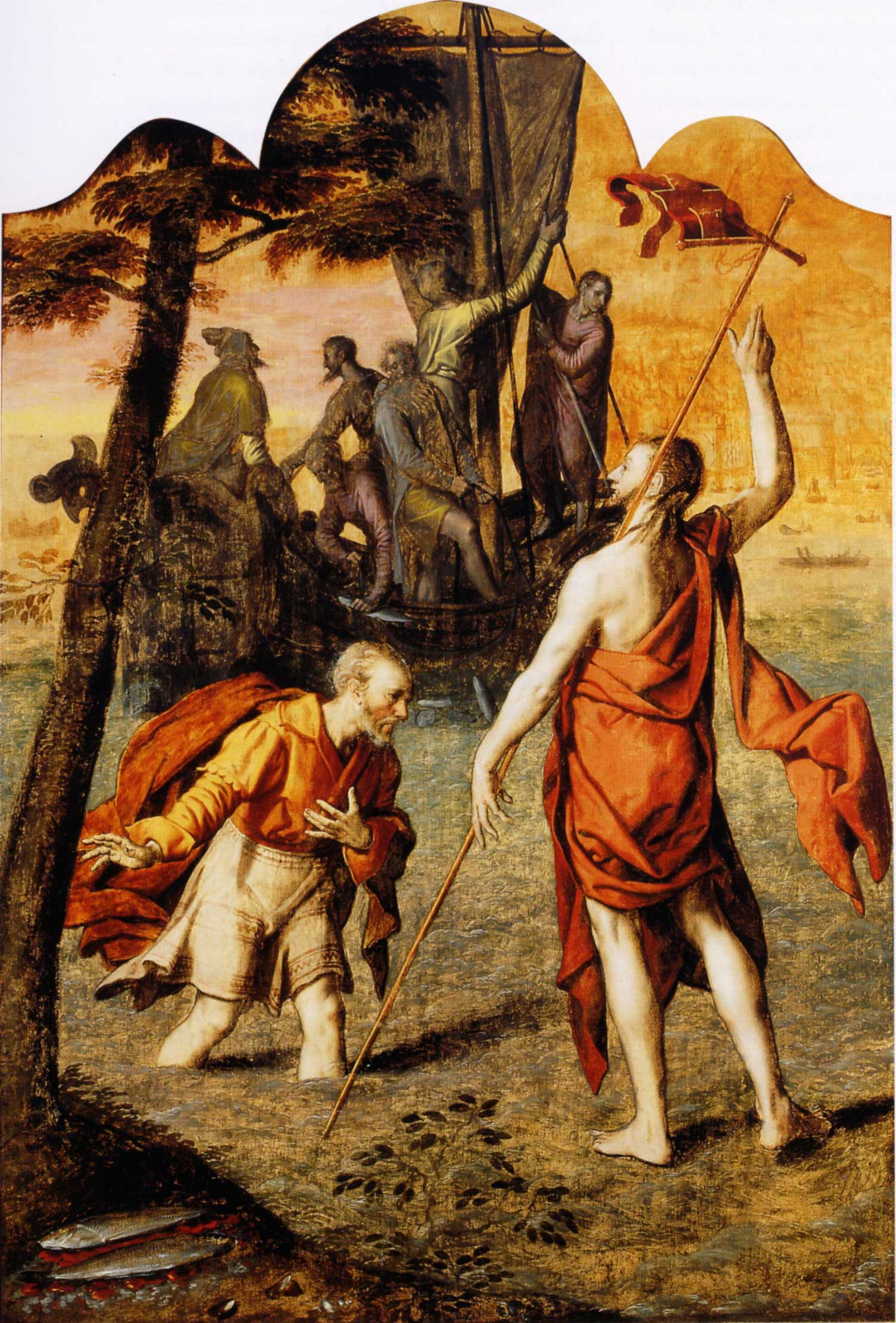
De verschijning van Jezus aan het meer van Tiberias door Pieter Pietersz. (1569)

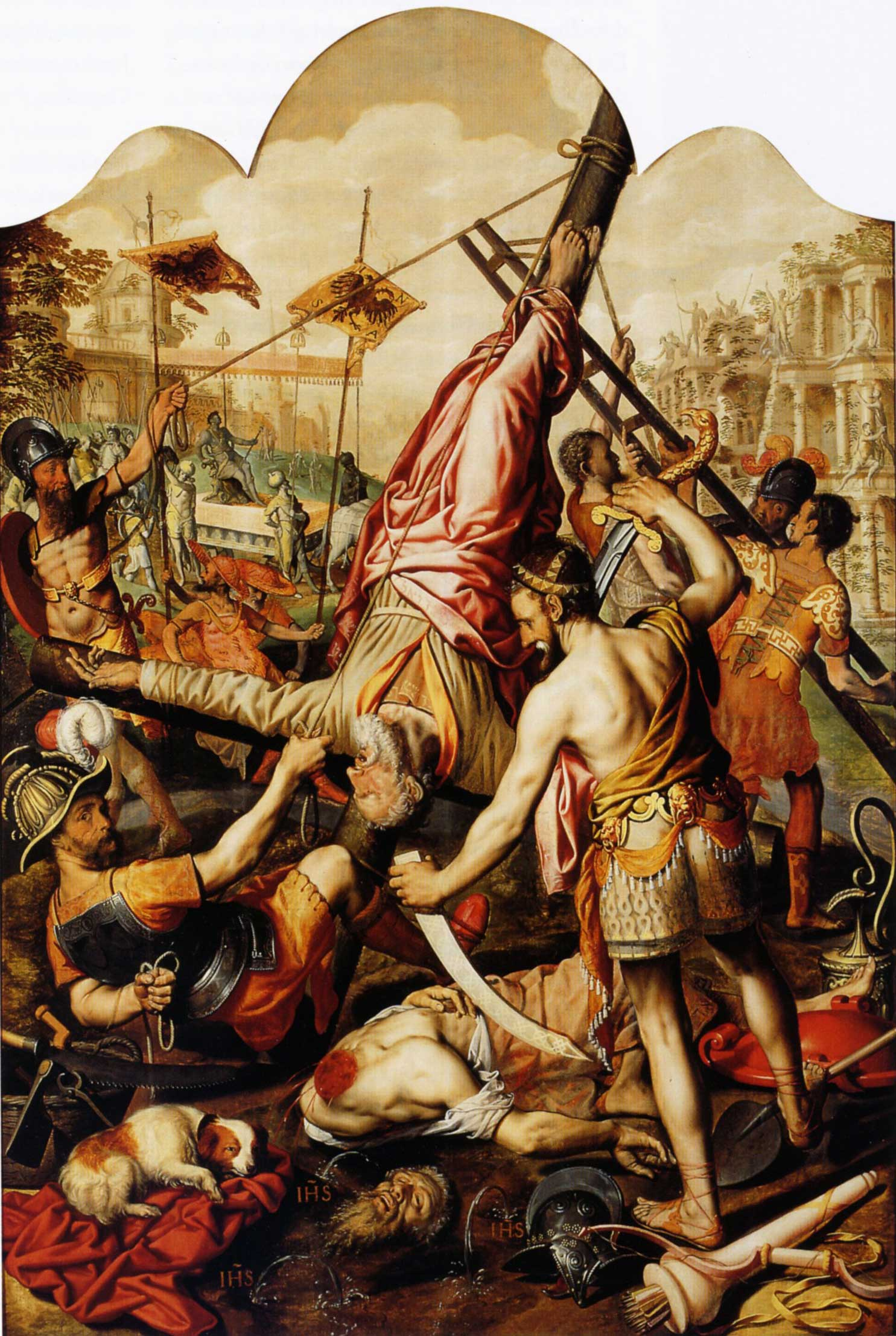
De dood van Petrus en Paulus door Pieter Pietersz. (1569)

Pieter Pietersz., alias Jonge Lange Pier, werd opgeleid als schilder door zijn vader Pieter Aertsen ("Langhe Pier") in Antwerpen. Hij vestigde zich in de noordelijke Nederlanden en schilderde zowel religieuze als historische taferelen, genrestukken en portretten. Hij was leermeester van zijn zoon Pieter Pietersz. (II) en van Cornelis Cornelisz van Haarlem.
Voor de Sint-Janskerk te Gouda schilderde hij het dubbele paneel van het Sint Pietersaltaar.
"Opten IIden Augusti 1569 heeft Pieter Pietersz die zoen van Langhe Pier, schilder, aangenomen te schilderen het paneel van Sinte Pieters altaer van binnen ende van buijten voor die somme van LXXXVI gulden, te betalen alst werck gelevert werdt vijftich gulden ende alle jaers XII gulden, ter volder betalinge toe".
Pieter Pietersz. was getrouwd met schilderes Magdalena Pietersz.. Op 62-jarige leeftijd overleed Pieter Pietersz. in Amsterdam. Hij werd begraven in de Oude Kerk aldaar.

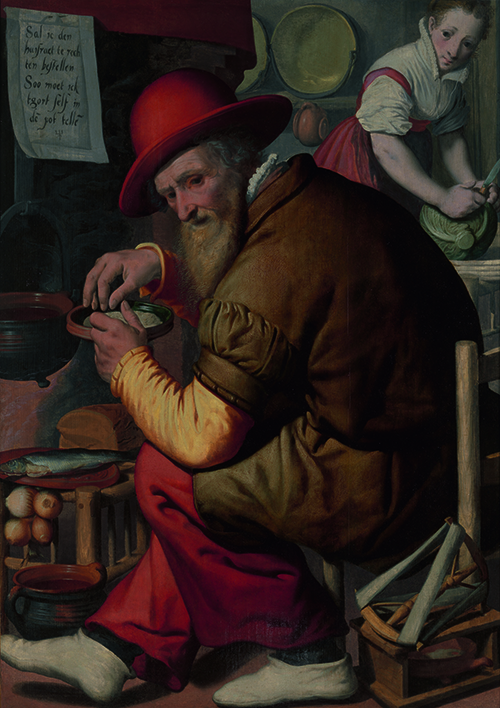
De gortenteller, 1560-1600, uit de collectie van The Phoebus Foundation

- Biografisch Portaal: 60215809
- Digitale Bibliotheek voor de Nederlandse Letteren: piet042
- Gemeinsame Normdatei: 121822818
- International Standard Name Identifier: 0000 0000 6683 974X
- KulturNav: 8fea2683-c759-4346-b7af-c788ae3aba92
- Nederlandse Thesaurus van Auteursnamen: 123605423
- RKD-Nederlands Instituut voor Kunstgeschiedenis: 63453
- Union List of Artist Names: 500024680
- Virtual International Authority File: 69794633
- WorldCat: E39PBJgXfKJgxYd9HvqWd7kRrq